# Begonia erecta
Espèce
Begonia erecta est une espèce de plantes de la famille des Begoniaceae. Ce bégonia est originaire du Brésil. L'espèce fait partie de la section Pritzelia. Elle a été décrite en 1831 par José Mariano da Conceição Velloso (1742-1811). L'épithète spécifique erecta signifie « érigée, dressée ».

## Répartition géographique
Cette espèce est originaire du pays suivant : Brésil.